# Serbs
Els serbs o sirbs (en llatí serbi o sirbi, en grec antic Σέρβοι o Σίρβοι) eren un poble de la Sarmàcia asiàtica esmentat per Ptolemeu, que el situa entre les muntanyes Ceràuniques i el riu Rha, al nord dels didurs (diduri) i al sud dels valis (vali). Plini el Vell, en canvi diu que vivien a la proximitat del Palus Maeotis, entre els valis (vali) i els arrecs (arrechi).